# Elektronska paramagnetna rezonancija
Elektronska paramagnetna rezonanca (EPR) ili elektronska spinska rezonanca (ESR) proučava mikrotalasno zračenje koje je emitovano ili apsorbovano od nesparenih elektrona u magnetnom polju. Spin elektronima daje magnetni moment. Spareni elektroni poništavaju svoje magnetne momente, pa elektronsku spinsku rezonancu pokazuju samo molekuli koji imaju nesparene elektrone. Elektronska spinska rezonanca funkcioniše na isti način kao i nuklearna magnetna rezonanca, samo se umjesto jezgara detektuju nespareni elektroni. Kako elektroni imaju puno veći magnetni moment od jezgara, potrebno je slabije magnetsko polje i veća frekvencija. ESR je veoma osetljiva. Ona može da detektuje vrlo niske koncentracije slobodnih radikala, manje od jednog dela na milion.

## Literatura
- Bencini, Alessandro, Gatteschi, D. (1990). Electron paramagnetic resonance of exchange coupled systems. Berlin and New York: Springer-Verlag. ISBN 978-0-387-50944-0.
- John Ashley Weil; James R. Bolton (2006). Electron Paramagnetic Resonance: Elementary Theory And Practical Applications (2. изд.). Wiley-Interscience. ISBN 978-0-471-75496-1.

## Spoljašnje veze
- Program elektronske paramagnetne rezonance
- Elektronska paramagnetna rezonanc